# Centrolene hesperium
Espèce
Synonymes
- Centrolenella hesperia Cadle & McDiarmid, 1990

Statut de conservation UICN

 EN  : En danger
Centrolene hesperium est une espèce d'amphibiens de la famille des Centrolenidae.

## Répartition
Cette espèce est endémique de  la province de Santa Cruz dans la région de Cajamarca au Pérou. Elle se rencontre de 1 500 à 1 800 m d'altitude dans la cordillère Centrale.

## Description
Les mâles mesurent de 23,0 à 27,3 mm et les femelles de 24,7 à 28,8 mm.

## Publication originale
- Cadle & McDiarmid, 1990 : Two new species of Centrolenella (Anura: Centrolenidae) from northwestern Peru. Proceedings of the Biological Society of Washington, vol. 103, no 3, p. 746-768 (texte intégral).